# 水林章
水林 章（みずばやし あきら、1951年8月5日 - ）は、フランス文学者、上智大学名誉教授。

## 来歴
山形県生まれ。東京外国語大学フランス語科卒、東京大学大学院仏文科博士課程満期退学、高等師範学校 (フランス)ENS Ulm留学。パリ第7大学博士課程修了。第三期課程博士。
明治大学文学部講師、助教授、東京外国語大学助教授、教授、2001年「<文明化の過程>と文学のエクリチュール :モリエールからバルザックへ」で東京外国語大学博士（学術）。2006年上智大学教授。2021年退職、名誉教授。
2013年、リシュリュー文学賞を受賞。2014年、フランス芸術文化勲章シュヴァリエを受章。2017年、フランスレジオンドヌール勲章シュヴァリエを受章。2022年『壊れた魂』で第72回芸術選奨文部科学大臣賞。

## 著書
- 『幸福への意志 <文明化>のエクリチュール』みすず書房、1994
- 『ドン・ジュアンの埋葬 モリエール『ドン・ジュアン』における歴史と社会』山川出版社 歴史のフロンティア、1996
- 『公衆の誕生、文学の出現 ルソー的経験と現代』みすず書房、2003
- 『『カンディード』〈戦争〉を前にした青年』みすず書房 理想の教室 2005
- 『モーツァルト《フィガロの結婚》読解 暗闇のなかの共和国』みすず書房、2007
- 『日本語に生まれること、フランス語を生きること　来たるべき市民の社会とその言語をめぐって』春秋社 2023

### 仏語著作、共著ほか
- Une langue venue d'ailleurs（他者から見た言語：わがフランス語人生）Gallimard、2011
- アキラ・ミズバヤシ『壊れた魂』水林章訳. みすず書房, 2021.8。著者がフランス語で出版、高い評価を得た小説
- 『モンパルナス大通り106』水林ミシェル共著 第三書房、1987
- 『モンパルナス大通り106（改訂版）』水林ミシェル共著 第三書房、1999
- 『モンパルナス大通り106（三訂版）』水林ミシェル共著 第三書房、2011

### 翻訳
- ロジェ・シャルチエ編『書物から読書へ』泉利明、露崎俊和共訳 みすず書房、1992
- J.-M.アポストリデス『機械としての王』みすず書房 みすずライブラリー、1996
- ダニエル・ペナック『学校の悲しみ』みすず書房、2009

## 参考
- 『現代日本人名録』2002年